# 菲安登县
菲安登县（德语：Kanton Vianden；法语：canton de Vianden；卢森堡语：Kanton Veianen）是卢森堡北部的一个县，首府菲安登。 
在2015年卢森堡废除区之前，菲安登县曾属于迪基希區。 

## 行政区划
菲安登县由以下三个市镇组成： 
- 皮特沙伊德
- 坦德尔
- 菲安登

## 合并
- 2006年1月1日，旧市镇巴斯滕多夫（来自迪基希县）与富伦（来自菲安登县）合并为新市镇坦德尔（属于菲安登县）。成立市镇坦德尔的法律于2004年12月21日获得通过。[2]因此，菲安登县从迪基希县获得了24.44平方公里的土地。